# Kochav Ja'akov
Kochav Ja'akov (hebrejsky כּוֹכַב יַעֲקֹב, doslova „Jakubova hvězda“, v oficiálním přepisu do angličtiny Kokhav Ya'aqov, přepisováno též Kokhav Ya'akov) je izraelská osada a vesnice typu společná osada (jišuv kehilati) na Západním břehu Jordánu, v distriktu Judea a Samaří a v Oblastní radě Mate Binjamin.

## Geografie
Nachází se v nadmořské výšce 820 metrů cca 11 kilometrů severně od historického jádra Jeruzalému a cca 4 kilometry jihovýchodně od města Ramalláh v jižní části hornatiny Samařska.

## Dějiny
Kochav Ja'akov byl založen roku 1985. Podle jiného zdroje založila osadu v létě roku 1984 skupina několika rodin. Původně měl název obce znít Avir Ja'akov, ale nebyl schválen vládním výborem pro jména (Name Committee), takže se změnil do stávající podoby. Až do roku 1987 šlo o drobnou komunitu čítající 3-8 rodin. Chyběl rozvod vody a silniční spojení s Jeruzalémem vedlo oklikou přes arabské město Ramalláh. V létě roku 1987 začal počet obyvatel narůstat, zejména díky deseti rodinám z ješivy Ateret Kohanim. V roce 1989 vyrostl první zděný dům a roku 1990 začala výstavba prvního obytného souboru Šlav Alef s 52 bytovými jednotkami, později rozšířená o dalších 62 bytů. Během 90. let pak následovala i třetí a čtvrtá etapa výstavby bytů.
V roce 1998 byla navíc západně od Kochav Ja'akov založena čtvrť Tel Cijon osídlená ultraortodoxními Židy (višnickými chasidy). Z urbanistického hlediska tvoří Kochav Ja'akov součást prstence vnějších židovských předměstí Jeruzaléma, přičemž administrativně není součástí izraelské metropole.
Osada nebyla počátkem 21. století zahrnuta do izraelské bezpečnostní bariéry a její další existence závisí na parametrech případné mírové smlouvy mezi Izraelem a Palestinci.

## Demografie
Obyvatelstvo Kochav Ja'akov je složeno ze stoupenců náboženského sionismu a ultraortodoxních Židů.  Podle údajů z roku 2009 tvořili naprostou většinu obyvatel Židé (včetně statistické kategorie "ostatní", která zahrnuje nearabské obyvatele židovského původu ale bez formální příslušnosti k židovskému náboženství). Výraznou část populace tvoří židovští přistěhovalci z anglicky mluvících zemí.
Obec sice nemá status města a formálně tak jde o sídlo vesnického typu, ale demograficky i urbanisticky jde o středně velké sídlo městského charakteru, s rostoucí populací. K 31. prosinci 2017 zde žilo 7700 lidí.
| Rok            | 1995 | 2005  | 2006  | 2007  | 2008  | 2009  | 2010  | 2011  | 2012  | 2013  | 2014  | 2015  | 2016  | 2017  |
| -------------- | ---- | ----- | ----- | ----- | ----- | ----- | ----- | ----- | ----- | ----- | ----- | ----- | ----- | ----- |
| Počet obyvatel | 756  | 4 900 | 5 300 | 5 600 | 5 926 | 5 811 | 6 000 | 6 300 | 6 500 | 6 700 | 7 000 | 7 300 | 7 400 | 7 700 |